# Liste der portugiesischen Botschafter in Paraguay
Die Liste der portugiesischen Botschafter in Paraguay listet die Botschafter der Republik Portugal in Paraguay auf. Die beiden Staaten unterhalten mindestens seit 1846 direkte diplomatische Beziehungen. Portugal eröffnete danach keine eigene Botschaft in Paraguay, die portugiesische Botschaft in der argentinischen Hauptstadt Buenos Aires ist auch für Paraguay zuständig, und der diensthabende Botschafter wird in Paraguay doppelakkreditiert (Stand 2019).
1957 eröffnete Portugal in der paraguayischen Hauptstadt Asunción eine Legação de 2ª Classe, eine Gesandtschaft ohne Botschaftsrang. Heute besteht dort noch ein Honorarkonsulat Portugals.

## Missionschefs
| Name                                               | Bild     | Amtszeit                  | Anmerkungen |
| Paraguay                                           | Paraguay | Paraguay                  | Paraguay |
| -------------------------------------------------- | -------- | ------------------------- | --- |
| Leonardo de Sousa Leite e Azevedo (Barão de Sousa) |          | 1846(?) –31. Mai 1854(?)  | Geschäftsträger und Generalkonsul mit Amtssitz Buenos Aires und Montevideo, am 14. Februar 1846 (?) akkreditiert |
| Abel Acácio de Almeida Botelho                     |          | 1912 –24. April 1917      | Ministro Plenipotenciário mit Amtssitz Buenos Aires, am 14. September 1912 akkreditiert                          |
| Alberto de Oliveira                                |          | 1920–?                    | Ministro Plenipotenciário mit Amtssitz Buenos Aires, am 11. November 1920 akkreditiert                           |
| João Oswaldo Marçal Corrêa Antunes de Almeida      |          | 1969(?) –19. Juni 1972(?) | Botschafter mit Amtssitz Buenos Aires                                                                            |
| Luis da Câmara Pinto Coelho                        |          | 1972(?)                   | Botschafter mit Amtssitz Buenos Aires                                                                            |
| Alfredo Lencastre da Veiga                         |          | 1977 –5. Dezember 1980    | Botschafter mit Amtssitz Buenos Aires, am 20. September 1977 akkreditiert                                        |
| José Fernandes Fafe                                |          | 1979–                     | Botschafter mit Amtssitz Buenos Aires, am 30. November 1979 akkreditiert                                         |
| António Baptista Martins                           |          | 1986–                     | Botschafter mit Amtssitz Buenos Aires, am 1. Dezember 1986 akkreditiert                                          |
| José Custódio de Freitas Fernandes Fafe            |          | 1991–                     | Botschafter mit Amtssitz Buenos Aires, am 12. Juli 1991 akkreditiert                                             |
| Joaquim Rafael Caimoto Duarte                      |          | 1994–                     | Botschafter mit Amtssitz Buenos Aires, am 21. September 1994 akkreditiert                                        |
| Marcelo Zaffiri Duarte Mathias                     |          | 1998–                     | Botschafter mit Amtssitz Buenos Aires, am 31. März 1998 akkreditiert                                             |
| José Augusto Baptista Lopes Seabra                 |          | 2001–                     | Botschafter mit Amtssitz Buenos Aires, seit 12. Februar 2001 Leiter der Botschaft                                |
| António Carlos Carvalho de Almeida Ribeiro         |          | 2002–                     | Botschafter mit Amtssitz Buenos Aires, seit 30. September 2002 Leiter der Botschaft                              |
| Joaquim José Lemos Ferreira Marques                |          | 2007–                     | Botschafter mit Amtssitz Buenos Aires, seit 12. Februar 2007 Leiter der Botschaft                                |
| Henrique Manuel Silveira Borges                    |          | 2012–                     | Botschafter mit Amtssitz Buenos Aires, seit 10. April 2012 Leiter der Botschaft                                  |
| João Manuel Mendes Ribeiro de Almeida              |          | 2018–                     | Botschafter mit Amtssitz Buenos Aires, seit 28. Dezember 2017 Leiter der Botschaft                               |